# Massimo Fusarelli
Massimo Fusarelli OFM (ur. 30 marca 1963 w Rzymie) – włoski duchowny katolicki, patrolog, generał franciszkanów od 2021 roku.

## Życiorys
Urodził się w Rzymie 30 marca 1963 roku. Do Zakonu Braci Mniejszych wstąpił w 1982 roku. Profesję wieczystą złożył 8 stycznia 1989. Po ukończeniu studiów filozoficzno-teologicznych przyjął święcenia kapłańskie 30 września 1989. Jest absolwentem rzymskiego Antonianum, licencjuszem teologii w dziedzinie patrologii. Dyplom uzyskał na rzymskim Augustinianum. W latach 1991–1996 wykładał teologię patrystyczną w Instytucie Religioznawstwa na Antonianum. W latach 2003–2009 był sekretarzem generalnym ds. formacji i studiów swojego zakonu. Był wizytatorem generalnym podczas unifikacji szeregu prowincji w północnych Włoszech. W 2020 wybrany został ministrem prowincjalnym macierzystej Prowincji św. Bonawentury Abruzja-Lacjum. Wybrany generałem całego zakonu podczas kapituły generalnej w Rzymie 13 lipca 2021 roku, zastępując na tym urzędzie Michaela Perry’ego.

## Wybrane publikacje
- 2022 – Il tesoro di Francesco. Mediolan: TS Edizioni. ISBN 979-12-5471-097-5. Brak numerów stron w książce